# كريس نولز
كريس نولز (بالإنجليزية: Chris Knowles)‏ هو لاعب كرة قدم بريطاني في مركز حراسة المرمى، ولد في 4 فبراير 1978 في ستون ‏ في المملكة المتحدة. لعب مع نادي تشستر سيتي ونادي ويتون ألبيون.